# 1996-os fedett pályás atlétikai Európa-bajnokság
Az 1996-os fedett pályás atlétikai Európa-bajnokságot Stockholmban, Svédországban rendezték március 8. és 10. között. Ez volt a 24. fedett pályás Eb. A férfiaknál és a nőknél is 13–13 versenyszám volt. Ekkor rendezték meg először a női rúdugrás versenyét a sorozatban.

## A magyar sportolók eredményei
Magyarország az Európa-bajnokságon 7 sportolóval képviseltette magát.

## Éremtáblázat
(A táblázatban a rendező nemzet eltérő háttérszínnel kiemelve.)
| Helyezés | Nemzet           | Arany | Ezüst | Bronz | Összesen |
| 1.       | Németország      | 4     | 2     | 2     | 8        |
| 2.       | Spanyolország    | 4     | 0     | 1     | 5        |
| 3.       | Franciaország    | 2     | 2     | 2     | 6        |
| 4.       | Lettország       | 2     | 1     | 0     | 3        |
| 5.       | Portugália       | 2     | 0     | 0     | 2        |
| 6.       | Oroszország      | 1     | 6     | 4     | 11       |
| 7.       | Nagy-Britannia   | 1     | 3     | 0     | 4        |
| 8.       | Görögország      | 1     | 2     | 3     | 6        |
| 9.       | Svédország       | 1     | 1     | 2     | 4        |
| 10.      | Belgium          | 1     | 1     | 1     | 3        |
| 10.      | Olaszország      | 1     | 1     | 1     | 3        |
| 12.      | Bulgária         | 1     | 0     | 1     | 2        |
| 12.      | Izland           | 1     | 0     | 1     | 2        |
| 14.      | Fehéroroszország | 1     | 0     | 0     | 1        |
| 14.      | Dánia            | 1     | 0     | 0     | 1        |
| 14.      | Észtország       | 1     | 0     | 0     | 1        |
| 14.      | Jugoszlávia      | 1     | 0     | 0     | 1        |
| 18.      | Csehország       | 0     | 3     | 0     | 3        |
| 19.      | Lengyelország    | 0     | 1     | 2     | 3        |
| 20.      | Románia          | 0     | 1     | 1     | 2        |
| 20.      | Szlovénia        | 0     | 1     | 1     | 2        |
| 22.      | Hollandia        | 0     | 1     | 0     | 1        |
| 23.      | Örményország     | 0     | 0     | 1     | 1        |
| 23.      | Moldova          | 0     | 0     | 1     | 1        |
| 23.      | Norvégia         | 0     | 0     | 1     | 1        |
| 23.      | Ukrajna          | 0     | 0     | 1     | 1        |

## Érmesek
- WR – világrekord
- CR – Európa-bajnoki rekord
- AR – kontinens rekord
- NR – országos rekord
- PB – egyéni rekord
- WL – az adott évben aktuálisan a világ legjobb eredménye
- SB – az adott évben aktuálisan az egyéni legjobb eredmény

### Férfi
| Versenyszám | Arany                            | Arany     | Ezüst                                 | Ezüst     | Bronz                                 | Bronz     |
| ----------- | -------------------------------- | --------- | ------------------------------------- | --------- | ------------------------------------- | --------- |
| 60 m        | Marc Blume · Németország         | 6,62      | Jason John · Nagy-Britannia           | 6,64      | Peter Karlsson · Svédország           | 6,64      |
| 200 m       | Erik Wijmeersch · Belgium        | 21,04     | Aléxandrosz Alexópulosz · Görögország | 21,05     | Torbjörn Eriksson · Svédország        | 21,07     |
| 400 m       | Du'aine Ladejo · Nagy-Britannia  | 46,12     | Pierre-Marie Hilaire · Franciaország  | 46,82     | Ashraf Saber · Olaszország            | 46,86     |
| 800 m       | Roberto Parra · Spanyolország    | 1:47,74   | Giuseppe D'Urso · Olaszország         | 1:48,04   | Wojciech Kałdowski · Lengyelország    | 1:48,40   |
| 1500 m      | Mateo Cañellas · Spanyolország   | 3:44,50   | Anthony Whiteman · Nagy-Britannia     | 3:44,78   | Abdelkader Chékhémani · Franciaország | 3:45,96   |
| 3000 m      | Anacleto Jiménez · Spanyolország | 7:50,06   | Christophe Impens · Belgium           | 7:50,19   | Panayotis Papoulias · Görögország     | 7:50,80   |
| 60 m gát    | Igors Kazanovs · Lettország      | 7,59      | Guntis Peders · Lettország            | 7,65      | Jonathan Nsenga · Belgium             | 7,66      |
| Magasugrás  | Dragutin Topić Jugoszlávia       | 235 cm    | Leonyid Pumalainen · Oroszország      | 233 cm    | Steinar Hoen · Norvégia               | 231 cm    |
| Rúdugrás    | Dmitri Markov · Fehéroroszország | 585 cm    | Viktor Csisztyakov · Oroszország      | 580 cm    | Pjotr Bocskarjov · Oroszország        | 580 cm    |
| Távolugrás  | Mattias Sunneborn · Svédország   | 806 cm    | Bogdan Tarus · Románia                | 803 cm    | Szpirídon Vaszdékisz · Görögország    | 803 cm    |
| Hármasugrás | Māris Bružiks · Lettország       | 16,97 m   | Francis Agyepong · Nagy-Britannia     | 16,93 m   | Armen Martirosyan · Örményország      | 16,74 m   |
| Súlylökés   | Paolo Dal Soglio · Olaszország   | 20,50 m   | Dirk Urban · Németország              | 20,04 m   | Oliver-Sven Buder · Németország       | 19,91 m   |
| Hétpróba    | Erki Nool · Észtország           | 6188 pont | Tomáš Dvořák · Csehország             | 6114 pont | Jón Arnar Magnússon · Izland          | 6069 pont |

### Női
| Versenyszám | Arany                                | Arany     | Ezüst                                 | Ezüst     | Bronz                                  | Bronz     |
| ----------- | ------------------------------------ | --------- | ------------------------------------- | --------- | -------------------------------------- | --------- |
| 60 m        | Ekateríni Thánu · Görögország        | 7,15      | Odiah Sidibé · Franciaország          | 7,15      | Jerneja Perc · Szlovénia               | 7,28      |
| 200 m       | Sandra Myers · Spanyolország         | 23,15     | Erika Suchovská · Csehország          | 23,16     | Zlatka Georgieva · Bulgária            | 23,40     |
| 400 m       | Grit Breuer · Németország            | 50,81     | Olga Kotljarova · Oroszország         | 51,70     | Tatyjana Csebikina · Oroszország       | 51,71     |
| 800 m       | Patricia Djaté · Franciaország       | 2:01,71   | Stella Jongmans · Hollandia           | 2:01,88   | Szvetlana Masztyerkova · Oroszország   | 2:02,61   |
| 1500 m      | Carla Sacramento · Portugália        | 4:08,95   | Jekatyerina Podkopajeva · Oroszország | 4:09,65   | Małgorzata Rydz · Lengyelország        | 4:10,50   |
| 3000 m      | Fernanda Ribeiro · Portugália        | 8:39,48   | Sara Wedlund · Svédország             | 8:50,32   | Marta Domínguez · Spanyolország        | 8:53,34   |
| 60 m gát    | Patricia Girard-Léno · Franciaország | 7,89      | Brigita Bukovec · Szlovénia           | 7,90      | Monique Tourret · Franciaország        | 8,09      |
| Magasugrás  | Alina Astafei · Németország          | 198 cm    | Níki Bakojáni · Görögország           | 196 cm    | Olga Bolșova · Moldova                 | 194 cm NR |
| Rúdugrás    | Vala Flosadóttir · Izland            | 416 cm    | Christine Adams · Németország         | 405 cm    | Gabriela Mihalcea · Románia            | 405 cm    |
| Távolugrás  | Renata Nielsen · Dánia               | 676 cm    | Jelena Szincsukova · Oroszország      | 675 cm    | Claudia Gerhardt · Németország         | 674 cm    |
| Hármasugrás | Iva Prandzseva · Bulgária            | 14,54 m   | Šárka Kašpárková · Csehország         | 14,50 m   | Olga-Anasztaszía Vazdéki · Görögország | 14,30 m   |
| Súlylökés   | Astrid Kumbernuss · Németország      | 19,79 m   | Irina Hudoroskina · Oroszország       | 19,07 m   | Valentina Fegyusina · Ukrajna          | 18,90 m   |
| Ötpróba     | Jelena Lebegyenko · Oroszország      | 4685 pont | Urszula Włodarczyk · Lengyelország    | 4597 pont | Irina Vosztrikova · Oroszország        | 4545 pont |